# Чазма
Ча́зма (хорв. Čazma) — город в Хорватии, в центральной части страны, в Беловарско-Билогорской жупании. Население — 2 878 человек в самом городе и 8 895 человек в общине с центром в Чазме (2001). 96,8 % — хорваты.
Чазма находится в историческом регионе Мославина в 60 километрах к юго-востоку от Загреба и менее чем в 30 км к юго-западу от столицы жупании Бьеловара. Город стоит на пересечении двух автомобильных дорог: D43 (Иванич-Град — Чазма — Бьеловар — Джурджевац) и D26 (автобан A4 — Врбовец — Чазма — Гарешница). По городу протекает река Чесма, рядом с Чазмой в неё впадает Глоговница.
Чазма — старинный город. Впервые он упомянут в 1094 году в грамоте короля Ласло I, который даровал город Загребскому епископству. В 1226 году Чазма получила статус города. В этот период в Чазме освящена церковь св. Марии Магдалины и открыт доминиканский монастырь. Церковь чудом сохранилась до наших дней, является уникальным для континентальной Хорватии архитектурным памятником в романском стиле. В более позднее время к ней было пристроено две колокольни.
В 1552 году город оккупирован турками, которые сделали Чазму центром санджака. В 1606 году освобождён от турок войском хорватского бана Тамаша Эрдёди.
Окрестности Чазмы отличаются плодородием почв, здесь развито сельское хозяйство. Ряд бывших болот вдоль течения Чесмы и её притоков превращён в рыбоводческие пруды. В Чазме базируется транспортная компания «Чазматранс», одна из крупнейших в Хорватии на рынке пассажирских автобусных перевозок. Центральная площадь Чазмы — конечный пункт 60-километрового супермарафона Загреб-Чазма, проводимого с 1976 года.